# Fondazione cassa di risparmio
Una Fondazione cassa di risparmio è un tipo di ente nato dopo lo scorporo dalle aziende bancarie delle originarie Casse di risparmio per il raggiungimento delle finalità sociali delle stesse. La legge 30 luglio 1990 n.218 intitolata "Disposizioni in materia di ristrutturazione ed integrazione patrimoniale degli istituti di credito di diritto pubblico" (chiamata, usualmente legge Amato dal nome dell'allora Ministro del tesoro) ha disposto la scissione della Fondazione dalla Società per azioni conferitaria dell'azienda bancaria. La legge ha previsto anche norme per impedire il perpetuarsi del controllo della fondazione rispetto alla banca. La maggior parte di esse è associata all'ACRI - Associazione di Fondazioni e di Casse di Risparmio Spa.

## Lista delle fondazioni
- Ente Cassa di Risparmio di Firenze
- Fondazione Agostino De Mari - Cassa di Risparmio di Savona
- Fondazione Cassa di Risparmio di Genova e Imperia
- Fondazione Banca del Monte di Lombardia
- Fondazione Banca del Monte di Lucca
- Fondazione Banca del Monte Domenico Siniscalco Ceci di Foggia
- Fondazione Banca del Monte e Cassa di Risparmio Faenza
- Fondazione Banca Nazionale delle Comunicazioni (Fondazione BNC)
- Fondazione Banco di Sicilia
- Fondazione Carife
- Fondazione Cariplo
- Fondazione Carivit
- Fondazione Cassa di Risparmio di Alessandria
- Fondazione Cassa di Risparmio di Ascoli Piceno
- Fondazione Cassa di Risparmio di Asti
- Fondazione Cassa di Risparmio di Puglia
- Fondazione Cassa di Risparmio di Biella
- Fondazione Cassa di Risparmio in Bologna
- Fondazione Cassa di Risparmio di Bolzano
- Fondazione Cassa di Risparmio di Bra
- Fondazione Cassa di Risparmio di Carpi
- Fondazione Cassa di Risparmio di Carrara
- Fondazione Cassa di Risparmio di Cento
- Fondazione Cassa di Risparmio di Cesena
- Fondazione Cassa di Risparmio della provincia di Chieti
- Fondazione Cassa di Risparmio di Città di Castello
- Fondazione Cassa di Risparmio di Civitavecchia
- Fondazione Cassa di Risparmio di Calabria e di Lucania
- Fondazione Cassa di Risparmio di Cuneo
- Fondazione Cassa di Risparmio di Fabriano e Cupramontana
- Fondazione Cassa di Risparmio di Fano
- Fondazione Cassa di Risparmio di Fermo
- Fondazione Cassa di Risparmio di Ferrara
- Fondazione Cassa di Risparmio di Foligno
- Fondazione Cassa dei Risparmi di Forlì
- Fondazione Cassa di Risparmio di Fossano
- Fondazione Cassa di Risparmio di Gorizia
- Fondazione Cassa di Risparmio di Imola
- Fondazione Cassa di Risparmio di Jesi
- Fondazione Cassa di Risparmio della Spezia
- Fondazione Cassa di Risparmio della provincia dell'Aquila
- Fondazione Cassa di Risparmi di Livorno
- Fondazione Cassa di Risparmio di Loreto
- Fondazione Cassa di Risparmio di Lucca
- Fondazione Cassa di Risparmio e Banca del Monte di Lugo
- Fondazione Cassa di Risparmio della provincia di Macerata
- Fondazione Cassa di Risparmio della Marca Trivigiana
- Fondazione Cassa di Risparmio di Mirandola
- Fondazione Cassa di Risparmio di Modena
- Fondazione Cassa di Risparmio di Orvieto
- Fondazione Cassa di Risparmio di Padova e Rovigo
- Fondazione Cassa di Risparmio di Parma e M.C.P. di Busseto
- Fondazione Cassa di Risparmio di Perugia
- Fondazione Cassa di Risparmio di Pesaro
- Fondazione Cassa di Risparmio di Pescara (Caripe)
- Fondazione Cassa di Risparmio di Pisa
- Fondazione Cassa di Risparmio di Pistoia e Pescia
- Fondazione Cassa di Risparmio di Prato
- Fondazione Cassa di Risparmio di Ravenna
- Fondazione Cassa di Risparmio di Reggio Emilia Pietro Manodori
- Fondazione Varrone Cassa di Risparmio di Rieti
- Fondazione Cassa di Risparmio di Rimini
- Fondazione Cassa di Risparmio di Roma
- Fondazione Banca del Monte di Rovigo
- Fondazione Salernitana Sichelgaita
- Fondazione Cassa di Risparmio di Saluzzo
- Fondazione Cassa di Risparmio di San Miniato
- Fondazione Banco di Sardegna
- Fondazione Cassa di Risparmio di Savigliano
- Fondazione Monte dei Paschi di Siena
- Fondazione Cassa di Risparmio di Spoleto
- Fondazione Cassa di Risparmio della Provincia di Teramo
- Fondazione Cassa di Risparmio di Terni e Narni
- Fondazione Cassa di Risparmio di Torino
- Fondazione Cassa di Risparmio di Tortona
- Fondazione Cassa di Risparmio di Trento e Rovereto
- Fondazione Cassa di Risparmio di Trieste
- Fondazione Cassa di Risparmio di Udine e Pordenone
- Fondazione Cassa di Risparmio di Vercelli
- Fondazione Cassa di Risparmio di Verona Vicenza Belluno e Ancona
- Fondazione Cassa di Risparmio di Vignola
- Fondazione Cassa di Risparmio di Volterra
- Fondazione del Monte di Bologna e Ravenna
- Fondazione di Piacenza e Vigevano
- Fondazione di Venezia
- Fondazione Monte di Parma
- Fondazione Pescarabruzzo
- Istituto Banco di Napoli - Fondazione